# حماسه یوستا برلینگ
حماسهٔ یوستا برلینگ (سوئدی: Gösta Berlings saga) یک فیلم درام رمانتیک به کارگردانی موریتس استیلر محصول سال ۱۹۲۴ است.
گرتا گاربو با این فیلم در سینمای سوئد ستاره شد و به هالیوود راه یافت.